# Pappervikningsmatematik
Pappervikningsmatematik är en tillämpad matematik som utnyttjar pappersvikning för att hitta svar på matematiska problem.
Konsten att vika papper, eller origami, har studerats ur matematisk synvinkel sedan länge. Områden för studier är bland annat modellernas förmåga att plattas ut i ett plan, och användandet av pappersvikning för att lösa matematiska ekvationer.
Några klassiska geometriska konstruktionsproblem, till exempel vinkelns tredelning och kubens fördubbling har bevisats omöjliga att lösa med endast passare och linjal, men kan lösas med några få pappersvikningar. Med pappersvikning kan man lösa ekvationer upp till grad fyra. Huzitas axiom är ett viktigt bidrag till detta område av matematiken.
Genom att tillämpa geometriska principer vid origami har metoder som Hagas teorem gjort det möjligt att dela in en kvadrats sidor i tre, fem, sju och nio lika delar. Andra teorem och metoder har gjort det möjligt att konstruera andra former från en kvadrat, såsom liksidiga trianglar, femhörningar och sexhörningar och speciella rektanglar som gyllene rektangeln och liknande.
Rigid origami, där man undersöker problematiken kring vikning av styva, icke tänjbara, material som till exempel plåt, och där varje veck antas uppföra sig som om ytorna på båda sidor om vecket var hopfogade med gångjärn, har stor praktisk betydelse. Så har till exempel Miura-kartvikning använts för att vika ihop de solpaneler som användes i vissa satelliter.
Längden som krävs på ett papper för att kunna vika det n gånger ges av formeln:
{\displaystyle L={\frac {\pi t}{6}}(2^{n}+4)(2^{n}-1)}
där t är papperets tjocklek (angivet i samma enhet som längden L). Denna formel togs fram av Britney Gallivan år 2001 (hon gick då fortfarande i high school), i samband med att hon lyckades vika ett papper tolv gånger. Det hade tidigare länge ansetts omöjligt att vika något, oavsett tjocklek, mer än åtta gånger.
Pappret Britney Gallivan vek 2001 var toalettpapper och hon vek pappret från kortända till kortända. Mythbusters har testat myten att man inte kan vika ett papper mer än sju gånger genom att vika det på hälften och sen vrida det 90 grader och vika det på hälften igen. De utgick från ett papper i A4-format och förstorade skalan till motsvarande en fotbollsplans storlek i en NASA-hangar och vek pappret elva gånger